# Dubonnet

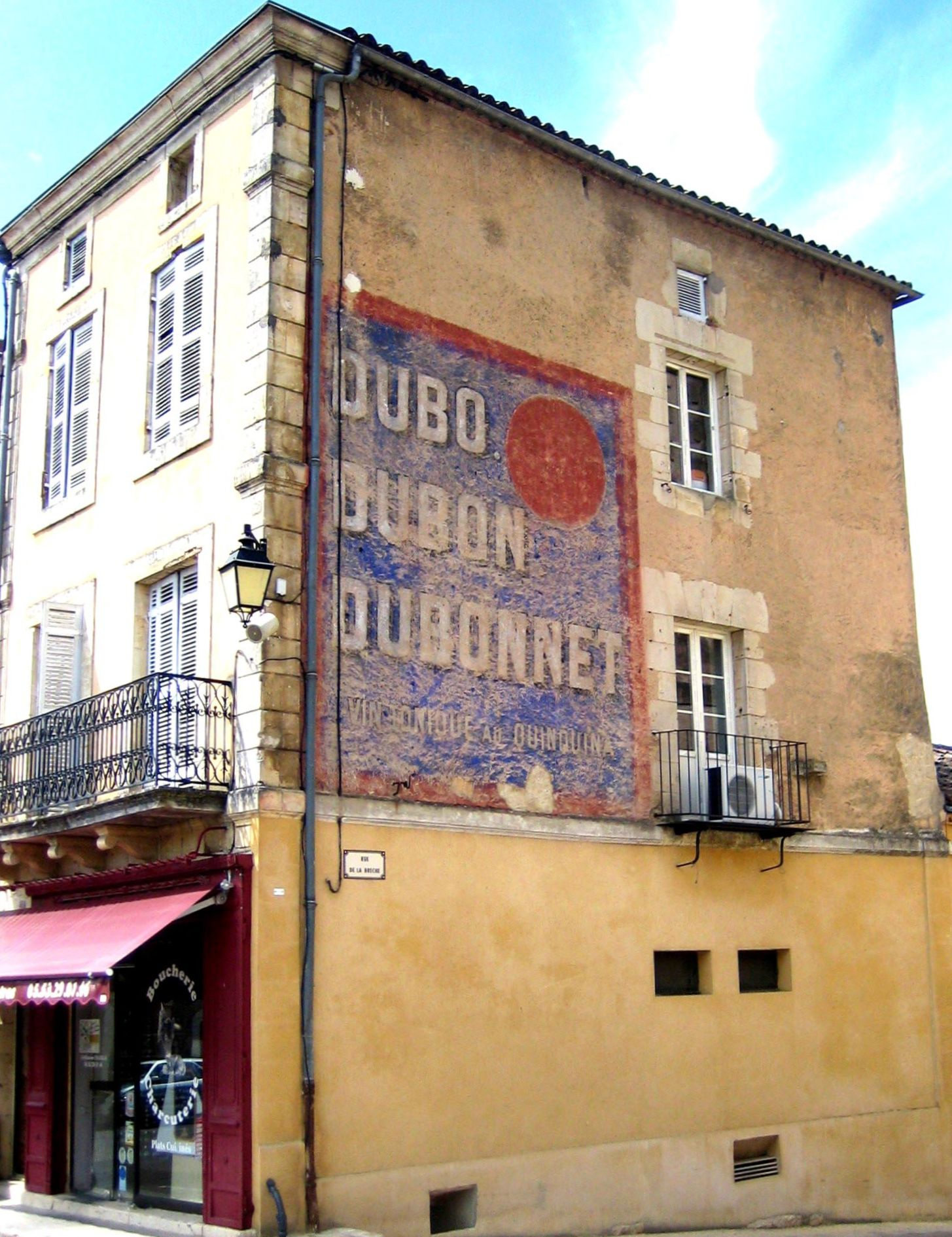
Publicité murale « Dubo Dubon Dubonnet » à Belvès (Dordogne), en 2009.

Dubonnet est une marque de vermouth aromatisé essentiellement au quinquina, qui se décline en rouge et blanc. Elle a été créée par le chimiste français Joseph Dubonnet (1818-1871).

## Historique
C'est à Paris du côté du futur emplacement de l'opéra Garnier, que Joseph Dubonnet élabore en 1846 son vin de quinquina. Pour lutter contre le paludisme, il met au point ce médicament au goût amer, qu'il masque avec une décoction d'herbes et d'épices à forte saveur. Les soldats de la Légion étrangère l'utilisent dans un premier temps dans les marécages infestés de moustiques en Afrique du Nord. Puis l'épouse de Joseph sert la première la potion en apéritif auprès de ses amis, et le bouche à oreille assure la popularité du Dubonnet.
Depuis 1976, la marque Dubonnet est la propriété du groupe Pernod Ricard qui continue sa commercialisation.
Le dimanche 1er juin 2014, la publicité qui s'affichait encore sur un mur de la place Sainte-Anne à Rennes revit pour une soirée. Un son et lumières est projeté devant plusieurs centaines de nostalgiques de cette boisson. La destruction de la publicité est due à la construction de la ligne B du métro rennais.
Fin 2014, le Dubonnet élevé en foudres de chêne (16 % vol. - 100 cl) n'est plus disponible et ne semble plus commercialisé. Le Dubonnet élevé en fûts de chêne (14.8 % vol. - 75cl) avec un goût de vin plus prononcé reste quant à lui toujours disponible.
Le Dubonnet a aussi été commercialisé en bouteille 18° dans les années 1960.

## Élaboration
Le Dubonnet est élaboré à partir de moûts de raisin provenant de cépages de Grenache noir et de Carignan pour les rouges et de Muscat, Grenache blanc et Macabeu pour les blancs. Ces moûts sont mutés à l'alcool neutre à 96° pour empêcher toute fermentation et conserver ainsi les arômes de fruits. On obtient ainsi des mistelles rouges et des mistelles blanches qui composent le Dubonnet. Les mistelles rouges, très colorées, donnent au Dubonnet ses arômes et son corps. Les mistelles blanches, très liquoreuses, donnent au Dubonnet sa rondeur et sa douceur.
Ces mistelles sont mélangées à des vins blancs (dits vins de base) sélectionnés pour leurs qualités (neutres, secs, peu acides) qui viennent enrichir l'assemblage. Ce dernier est élevé plus d'un an en foudre de chêne après unification par millésime (utilisation des vins d'une même année). À l'issue de ce vieillissement, le vin Dubonnet de base est prêt.
L'aromatisation du Dubonnet s'effectue par infusions naturelles et macération dans une partie du vin de base. Le concentré aromatique ainsi obtenu est ensuite ajouté à l'ensemble de ce vin de base. Le dosage des aromates et des plantes reste le secret du Dubonnet.

## Publicité
La marque « Quinquina Dubonnet » apparaît dès la fin du XIXe siècle dans des affiches publicitaires lithographiées par des artistes comme Jules Chéret ou Giuseppe Boano.
Dans les années 1930, elle est connue pour le slogan publicitaire élaboré par Cassandre pour sa promotion, « Dubo, Dubon, Dubonnet », modèle de publicité simple et épurée.  Son étiquette comporte une mise en abyme comme la célèbre vache qui rit.

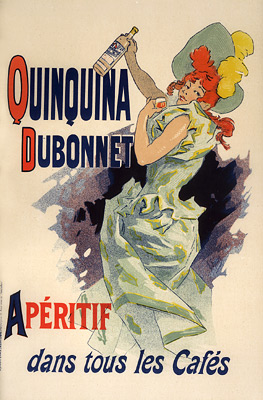
Publicité de Jules Chéret (1895).
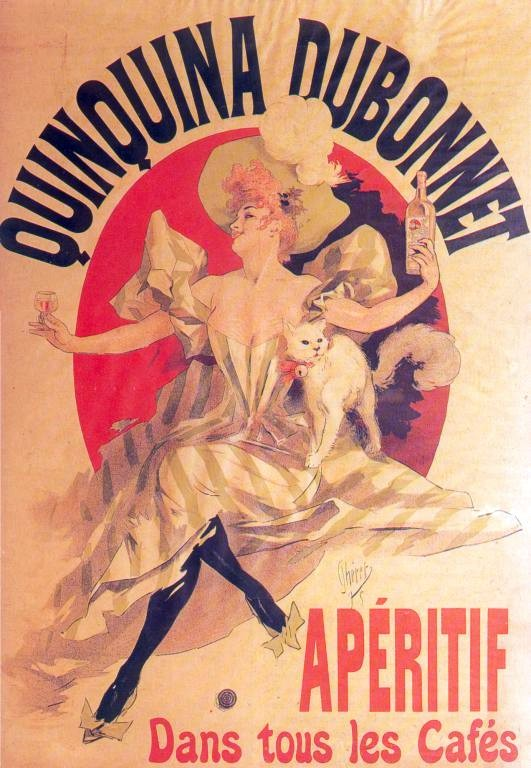
Publicité de Jules Chéret (1895).
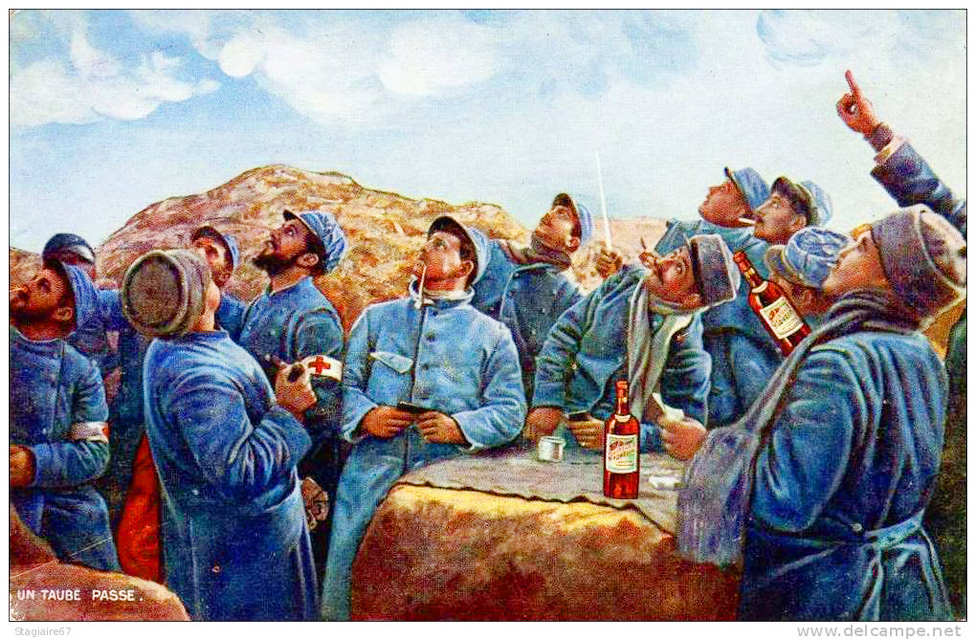
Publicité Dubonnet pendant la guerre 1914-1918 : un taube passe.
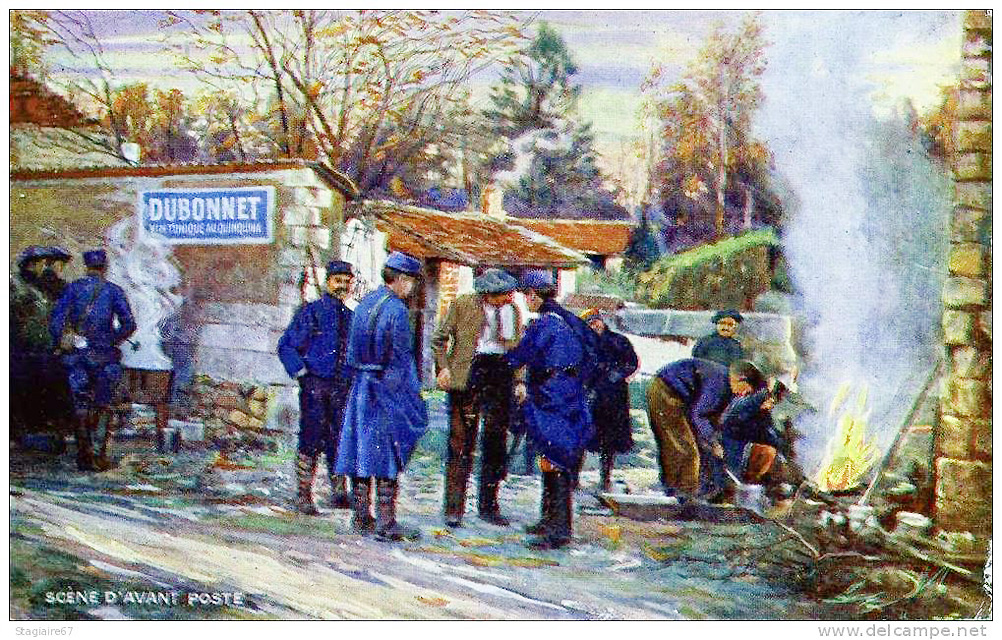
Publicité Dubonnet pendant la guerre 1914-1918 : scène d'avant-poste.
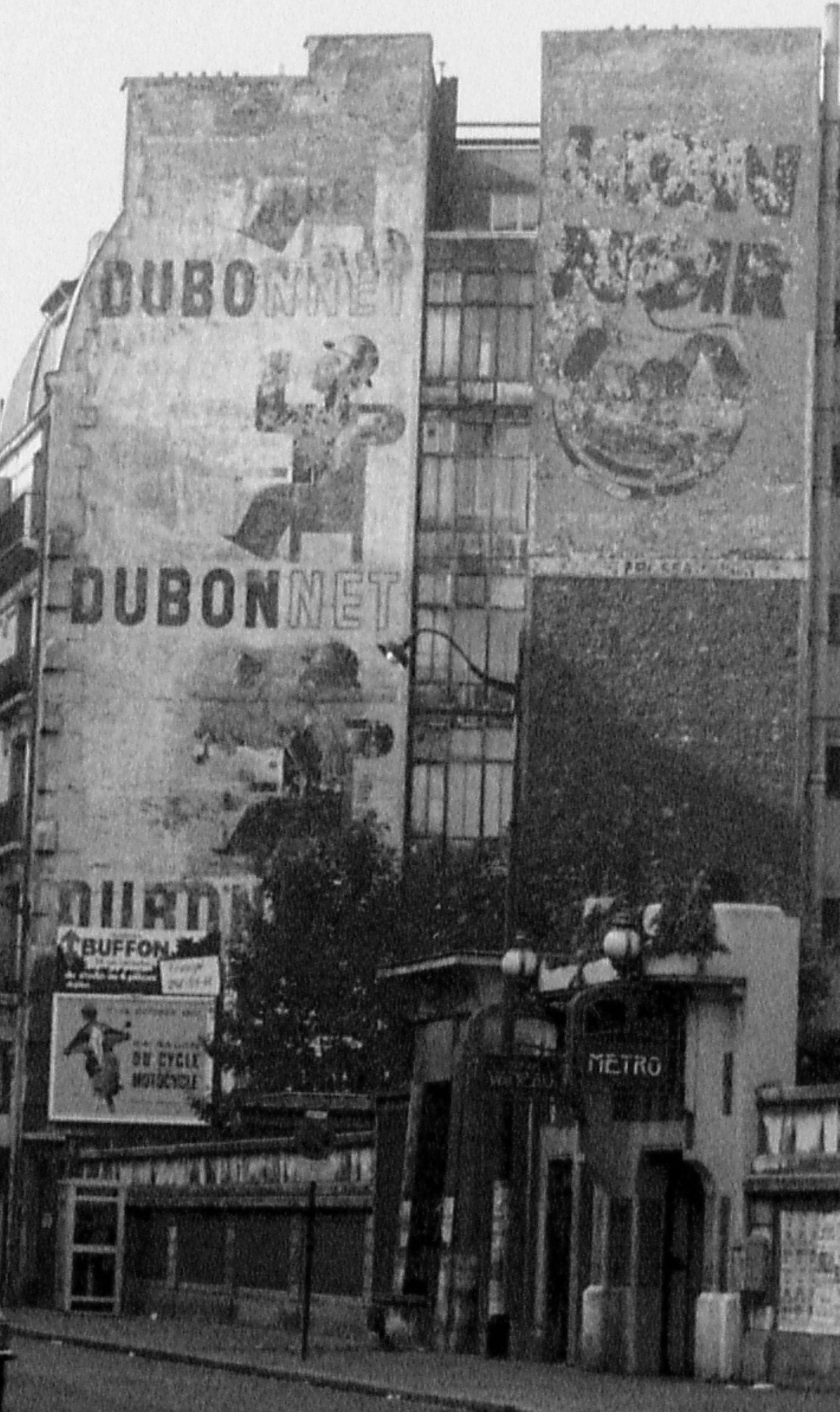
Publicité à Paris à la station de métro Vaneau, avec le bonhomme de Cassandre (photo de 1977).
Affiche de Dransy où l'on voit, en particulier, l'étiquette de la bouteille et sa mise en abyme.

Des années 1950 à 1990, les voyageurs du métro parisien voyaient défiler les affichettes rectangulaires de Dubonnet collées sur les parois des tunnels entre deux stations : des rectangles successifs portent les mentions « Dubo, Dubon, Dubonnet ».
Fernandel apparaît dans une publicité télévisée pour la marque destinée aux marchés britannique et américain en 1965.

## Culture
- Le Dubonnet est une boisson consommée par les personnages du roman Et les hippopotames ont bouilli vifs dans leurs piscines de Jack Kerouac et William S. Burroughs (1945)[6].
- Dans Le Diable au corps de Claude Autant-Lara (1947), le ponton sur lequel Marthe (Micheline Presle) attend vainement François (Gérard Philipe) est surmonté d'une grande enseigne Dubonnet.
- Dans Une femme est une femme de Jean-Luc Godard (1961), Angela (Anna Karina) et Alfred (Jean-Paul Belmondo) boivent du Dubonnet lors d'une discussion.
- Dans Mangeclous d'Albert Cohen, Scipion fait référence au slogan de Cassandre pendant sa discussion avec le comte de Surville.
- Le titre du premier one-man-show de Franck Dubosc Du beau... Du bon... Dubosc ! (1998) n'est pas sans rappeler le slogan publicitaire créé par Cassandre « Dubo... Dubon... Dubonnet ! »
- Le cocktail préféré de la reine Élisabeth II est composé de deux tiers de Dubonnet et d'un tiers de gin[7].
- Dans le film Joyeuses Pâques de Georges Lautner sorti en 1984, Rosy Varte (Marlène Chateigneau, surnommée Lucienne par Jean-Paul Belmondo), qui joue la mère de Sophie Marceau (Julie), que Jean-Paul Belmondo (Stéphane Margelle) fait passer pour sa fille, dit, lorsqu'elle arrive chez ce dernier déjà très alcoolisée, pour récupérer Julie, à Saint-Paul de Vence où la femme de Stéphane Margelle, Sophie, incarnée par Marie Laforêt, a organisé une fête pour son anniversaire, qu'elle a "juste pris un petit Dubonnet".
- La marque Dubonnet est également mentionnée dans le film Le Gendarme et les Extra-terrestres de Jean Girault sorti en 1979.